# سیارک ۱۰۶۷۱
سیارک ۱۰۶۷۱ (به انگلیسی: 10671 Mazurova، نامگذاری:1977RR6) ده هزار و ششصد و هفتادمین سیارک کشف شده‌است که در ۱۱ سپتامبر ۱۹۷۷ کشف شد.
قدر مطلق سیارک برابر ۲۳.۴ است.